# Telmatodrilus vejdovskyi
Telmatodrilus vejdovskyi är en ringmaskart som beskrevs av Eisen 1879. Telmatodrilus vejdovskyi ingår i släktet Telmatodrilus och familjen glattmaskar. Inga underarter finns listade i Catalogue of Life.